# نقابة المخرجين في اليابان

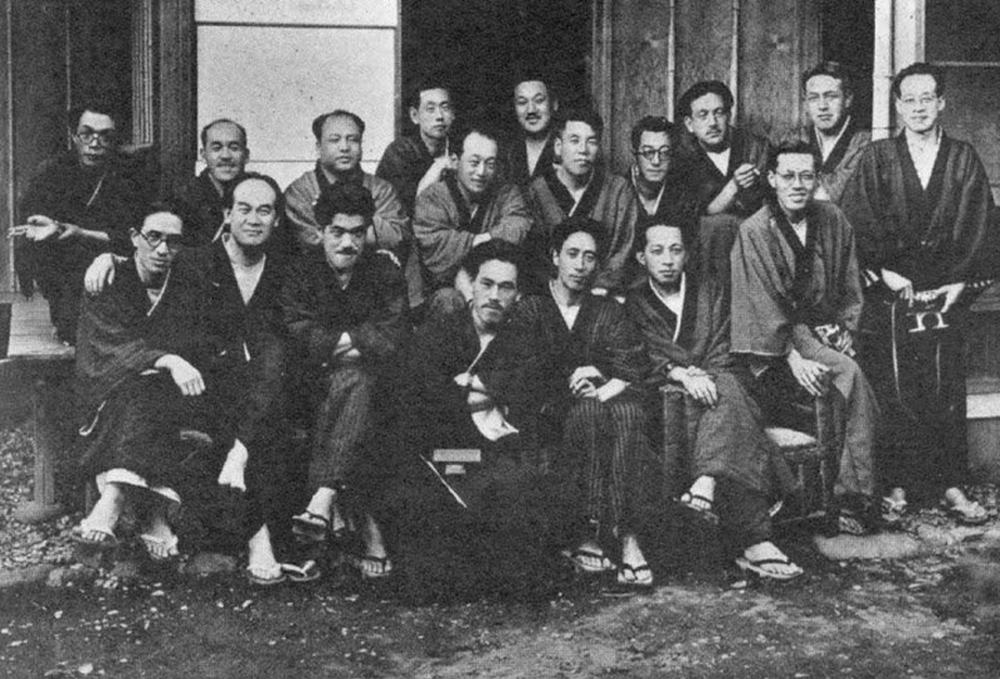
نقابة مخرجين صناع السينما في اليابان عام 1936.

نقابة مديري اليابان (باليابانية:日本 映 画 監督 協会). هو اتحاد التجارة التي أنشئت لتمثيل مصالح المخرجين في صناعة السينما في اليابان. تأسست في عام 1936 مع مينورو موراتا العامل بوصفه أول رئيس، واستمرت حتى يومنا هذا في ما عدا الفترة ما بين 1943 و1949 عندما تم حله في البداية بناء على أوامر من الحكومة. أصدرت احتجاجات ضد الجهود المبذولة لمنع عرض أفلام مثل ياسوكوني ووكوف. أنتجت النقابة أيضا الفيلم Eiga كانتوكو TTE نان دا بمناسبة الذكرى السنوية الخمسين لتعزيز وجهة نظرها.